# Campo de' Fiori
Campo de' Fiori (Blomsterfeltet eller Blomsterengen – fejlagtigt opfattet som Blomstermarkedet, fordi pladsen i dag huser et marked, som blandt andet sælger blomster). Navnet er fra overgangen mellem middelalder og renæssancen, den gang pladsen var en blomstereng i udkanten af bebyggelsen)

Campo de' Fiori er en plads i det centrale Rom i bydelen Parione øst for Tiberen.

## Historie
I det gamle Rom var dette et ubebygget og ubrugt område mellem Pompejus' teater og Tiberen, som ofte blev oversvømmet. Selv om Orsini familien etablerede sig på sydsiden af området i 1200-tallet forblev det uudviklet til 1400-tallet.
Den første kirken i pladsens nærhed blev bygget under pave Bonifatius IX's pontifikat (1389–1404), Santa Brigida a Campo dei Fiori. Den svenske Birgitta af Vadstena, helligkåret af Bonifatius IX, havde levet og døde også der.
Da bydelen senere blev udviklet, blev Birgittakirken afskåret fra den krympede Campo de' Fiori og ligger nu mod Piazza Farnese.
Under pave Callixtus III sørgede kardinal og pavelig camerlengo Ludovico Trevisano i 1456 for brolægning af området som del af et større projekt for at forbedre bydelen Parione. I samme forbindelse blev der foretaget mange andre udbedringer, og området fik flere vigtige bygningsværker om end ikke direkte ind mod dagens plads. Orsiniernes plads blev ombygget, og det statelige renæssancebygningsværk Palazzo della Cancelleria bygget og udsmykket af Andrea Bregno og Donato Bramante. De ligger ud mod Campo de' Fiori. Dette palads har siden 1929 været et af Vatikanstatens ekstraterritoriale områder i Rom; det huser centrale vatikanske retsinstanser.
Offentlige henrettelser fandt sted på Campo de' Fiori fra senmiddelalderen.
Midt på pladsen blev der i 1889 opstillet en bronzestatue af dominikaneren og filosoffen Giordano Bruno, som blev brændt som kætter her torsdag den 17. februar 1600. For at spare ham for nogle af smerterne blev en pose krudt hængt rundt om han hals, så han døde af eksplosionen. Selv om det er ubestridt, at han blev henrettet som kætter efter en retssag ledet af inkvisitionen, er det noget uklart hvad nøjagtigt dette kætteri bestod i; retsdokumenterne er gået tabt. Bare et sammendrag blev genfundet i 1940.
Statuen var særlig frimurermesteren og billedhuggeren Ettore Ferraris værk. Han ledede den mægtige loge Grande Oriente d'Italia. Statuen blev rejst som svar på den pavelige encyklika Humanum genus af 20. april 1884, hvor pave Leo XIII fremstiller frimureriet som ødelægger af Guds rige. På den tid var den katolske kirke og frimurerlogen i intens strid om Den katolske kirkes læreembede og frimureriet. Det var stor strid i byen om statuen.
En international komite havde siden 1885 arbejdet for, at en sådan statue skulle rejses. Den bestod blandt andet af Victor Hugo, Herbert Spencer, Ernest Renan, Ernst Haeckel, Henrik Ibsen og Ferdinand Gregorovius.
Nedrivningen af flere bygninger i 1858 udvidede Campo de' Fiori, og siden 1869 har der hver morgen været et grøntsags- og fiskemarked på den nye del af pladsen. En gammel fontæne, kaldet "la Terrina" (suppetallerkenen), som vandede kvæg, blev flyttet til pladsen i 1889 og bruges til at vande blomsterne. Den har inskriptionen FA DEL BEN E LASSA DIRE ("Gør vel og lad dem snakke").
I 1869 lukkede blomstermarkedet på Piazza Navona et stykke længere mod nord i Roms indre by, og blomsterhandelen flyttede til Campoen, hvor der før havde været hestemarked to dage om ugen. Det er en udbredt fejlopfattelse at pladsens fik sit navn på dette tidspunkt, da navnet stammer fra middelalderen, hvor der voksede blomster på området.
I dag er pladsen også marked for madvarer.
Cinema Farnese ved pladsen er en af Roms traditionsrigeste biografer. Der ligger nu en række barer, værtsthuse og vinlokaler i området.